# Championnat du Danemark masculin de volley-ball
 (août 2018).
Si vous disposez d'ouvrages ou d'articles de référence ou si vous connaissez des sites web de qualité traitant du thème abordé ici, merci de compléter l'article en donnant les références utiles à sa vérifiabilité et en les liant à la section « Notes et références ».
Le Championnat du Danemark masculin de volley-ball est une compétition annuelle regroupant les meilleurs clubs professionnels de volley-ball masculin du Danemark.

## Palmarès
| - 1963 : Vognmandsmarken - 1964 : Vognmandsmarken - 1965 : USG København - 1966 : Vognmandsmarken - 1967 : Vognmandsmarken - 1968 : Vognmandsmarken - 1969 : VKV Gladsaxe - 1970 : VKV Gladsaxe - 1971 : Rødovre St. - 1972 : Rødovre St. - 1973 : Rødovre St. - 1974 : Middelfart VK - 1975 : Rødovre St. - 1976 : Middelfart VK - 1977 : Middelfart VK | - 1978 : VKV Gladsaxe - 1979 : VKV Gladsaxe - 1980 : VKV Gladsaxe - 1981 : VKV Gladsaxe - 1982 : DHV Odense - 1983 : DHV Odense - 1984 : VKV Gladsaxe - 1985 : VKV Gladsaxe - 1986 : Holte IF - 1987 : Holte IF - 1988 : Holte IF - 1989 : Holte IF - 1990 : Holte IF - 1991 : Holte IF - 1992 : Holte IF | - 1993 : Holte IF - 1994 : Holte IF - 1995 : Holte IF - 1996 : Gentofte Volley - 1997 : Holte IF - 1998 : Holte IF - 1999 : Gentofte Volley - 2000 : DHV Odense - 2001 : Aalborg HIK - 2002 : Aalborg HIK - 2003 : DHV Odense - 2004 : SK Aahrus - 2005 : Maryenlist Odense - 2006 : Maryenlist Odense - 2007 : Gentofte Volley | - 2008 : Maryenlist Odense - 2009 : Maryenlist Odense - 2010 : Maryenlist Odense - 2011 : Maryenlist Odense - 2012 : Middelfart VK - 2013 : Maryenlist Odense - 2014 : Maryenlist Odense - 2015 : Gentofte Volley - 2016 : Gentofte Volley - 2017 : Maryenlist Odense - 2018 : Gentofte Volley - 2019 : Gentofte Volley - 2020 : Gentofte Volley - 2021 : Gentofte Volley |